# Pierre Latécoère

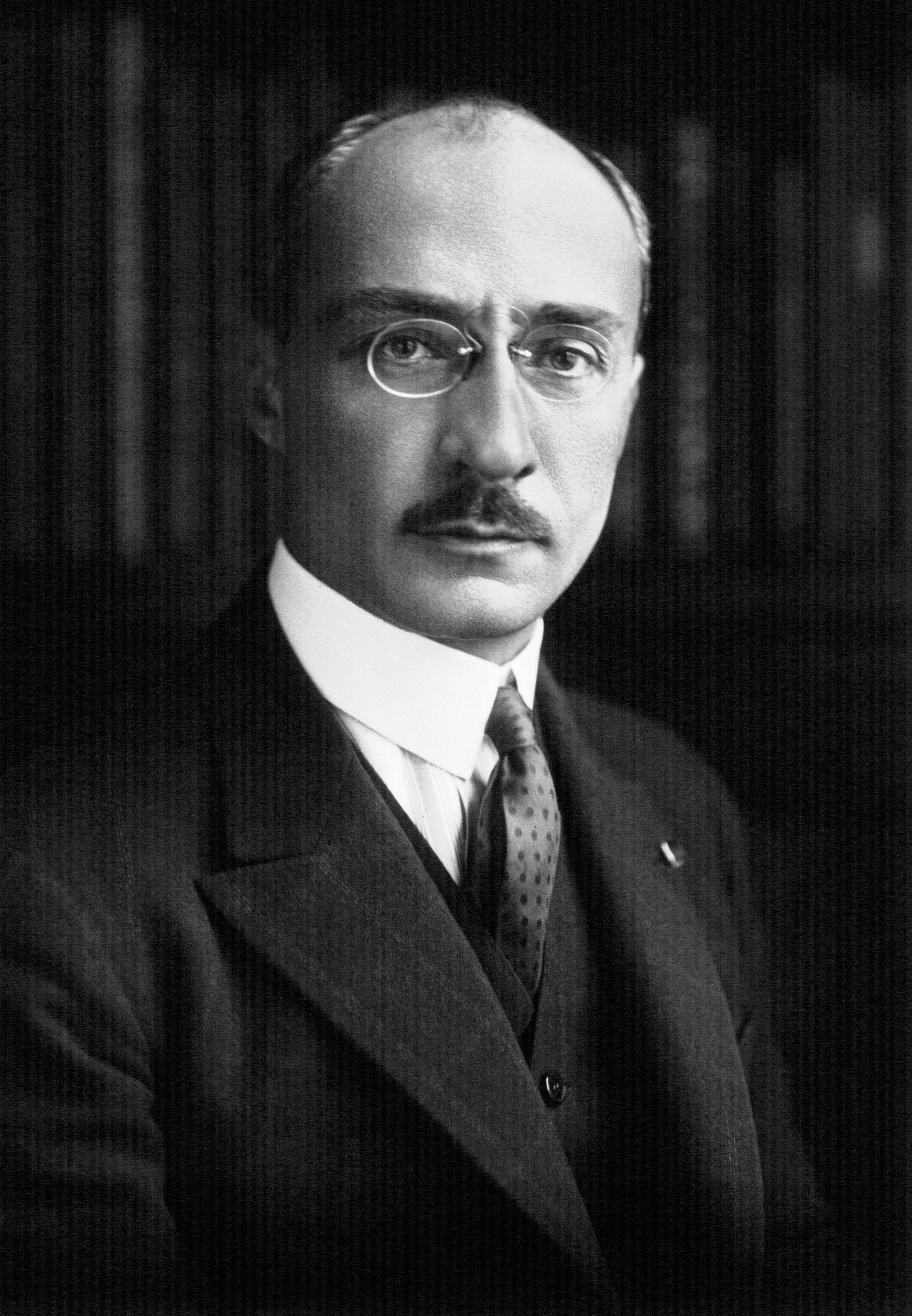
Latécoère in 1925

Pierre Georges Latécoère (Bagnères-de-Bigorre, 1883 - Parijs, 1943) was een Frans luchtvaartpionier en industrieel.
Zijn bedrijf bouwde vliegtuigen van het type Salmson voor het Franse leger tijdens de Eerste Wereldoorlog. Na deze oorlog richtte hij de luchtvaartmaatschappij Société des Lignes - l'Aéropostale op, gevestigd in Toulouse, dat een luchtvaartverbinding onderhield tussen Frankrijk, Senegal en Brazilië.
Zijn bedrijf bouwde verschillende vliegtuigtypes, waaronder de Latécoère 290 en de Latécoère 631 (een watervliegtuig dat 46 passagiers kon vervoeren en verkocht werd aan Air France).